# Българска митология
Българската митология е южнославянско разширение на славянската митология, покриващо ареала на разпространение на българската народност. Въпреки че българските митологични представи са част от корпуса на славянската митология, в тях са залегнали и редица местни неславянски елементи, наследени от предславянското население на българските земи – траки, римляни, гърци и др., както и на такива от народи от по-късни преселнически вълни (кумани, печенеги, татари, турци и др.).

## Елементи
В основата на българския фолклор стоят митологичните представи на славянското езичество. След заселването си на Балканите през VI – VII в. славяните се превръщат в доминиращата група население в българските земи. Те асимилират представителите на местното предславянското население, както и тези на прабългарите, които са водещ държавотворен елемент в обособената в края на 7 век Българска държава.
Славянската езическа религия е политеистична. Пантеона на божествата на славяните е структуриран както хоризонтално, така и вертикално (йерархично), като начело стои богът на небето Перун. Други главни богове на славяните са Лада, Волос, Сварог и др. След покръстването езическата религия е изместена от християнството, но редица паганистични елементи продължават да съществуват като възприемат нова същност, съобразена с новата ми отеистична религия. Така например редица християнски светци възприемат същността и символните функции на езическите божества. 
Остатъци от славянския паганизъм са митологични образи като самодивите, вампирите, русалките и т.н.

### Места
- Змейково

### Същества
- Самодиви
- Ламя
- Лечители
- Змейове
- Хàли
- Демони
- Орисници
- Съживени камъни и дървета
- Говорещи птици и животни
- Върколаци
- Караконджули
- Вампири
- Мратиняци
- Русалки
- Стѝи
- Таласъми

### Персонажи
- Баба Марта
- Баба Яга
- Крали Марко
- Хрельо Шестокрили [4]
- Момчил войвода
- Цар Иван Шишман
- Филип Маджарин
- Хитър Петър

### Символи
- Цвете – на живота.
- Коловрат - на безкрайността и цикличността на историята/времето и вечния конфликт на доброто и злото
- Луница - на женската енергия, плодородието, здравето и защитава от зли сили
- Перуника - дава сила, защита
- Ръцете на Бога - символизират как ръцете на Бога достигат всичко нявсякъде